# Miroslav Blažević
Miroslav "Ćiro" Blažević (Travnik, 10 de fevereiro de 1935 – Zagreb, 8 de fevereiro de 2023) foi um treinador de futebol croata nascido na atual Bósnia-Herzegovina, destacando-se como técnico de ambas as seleções: obteve a medalha de bronze na Copa do Mundo FIFA de 1998 pela estreante Croácia e esteve próximo de levar o país natal a igualmente estrear na Copa do Mundo, levando-o às repescagens para a edição 2010 - em trajetória na qual conseguiu a rareza de ser apoiado também pelos bosníacos e mesmo pelos bósnios de origem sérvia.

## Carreira
Como jogador, sua carreira não foi muito expressiva, tendo maior destaque jogando pelo Rijeka, entre 1959 e 1964. Atuou também por Dínamo Zagreb (foi campeão iugoslavo na temporada 1957-58), FK Sarajevo, Sion (venceu a Copa da Suíça em 1967) e Hajduk Split (campeão da Copa da Iugoslávia em 1967), onde pendurou as chuteiras em 1968.

## Treinador
Porém, foi como treinador que Blažević teve mais êxitos, tendo comandado 24 equipes, com destaque para a Seleção Croata, levando a equipe à Eurocopa de 1996 e ao histórico terceiro lugar na Copa de 1998. Em 2008, assumiu como técnico da Seleção Bósnia. O trabalho pela terra natal foi bom, fazendo o time chegar às repescagens europeias. Entretanto, duas derrotas contra Portugal ruíram o sonho bósnio de chegar à Copa de 2010. Uma semana após a eliminação, Blažević deixou o cargo.
Seu último clube foi o NK Zadar, em 2014. Desde então, permanece desempregado.

## Curiosidades
Em maio de 1997, Ćiro fora condenado pela Justiça francesa a seis anos de prisão, por ter aceitado suborno de uma equipe adversária para entregar o jogo da equipa que treinava na época, o Nantes. Blažević passou dezesseis dias na prisão e foi solto após pagar fiança.

## Galeria
Em 2004, já havia lançado-se candidato à presidência da Croácia pelo partido da direita nacionalista.

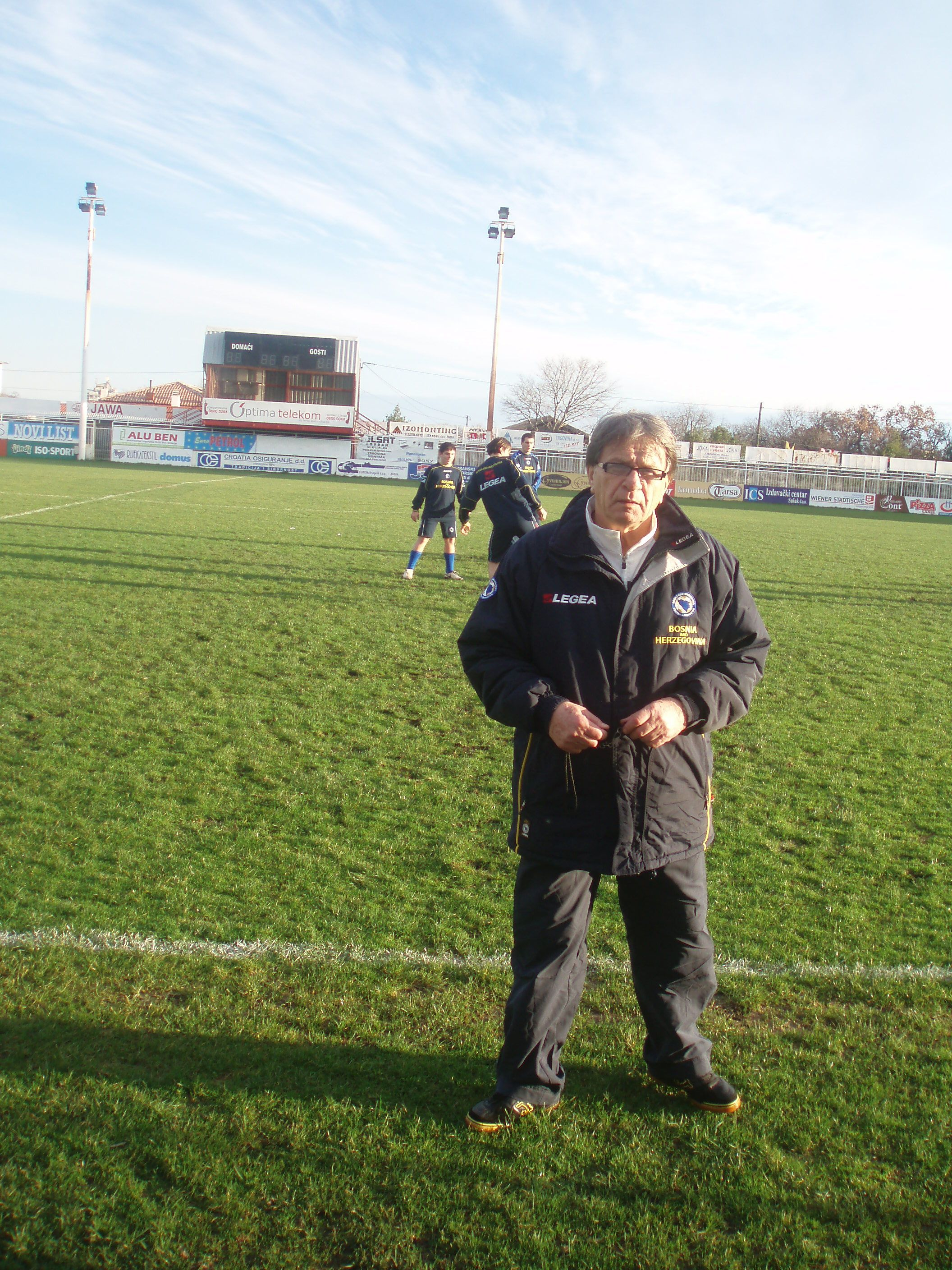
imagem 1
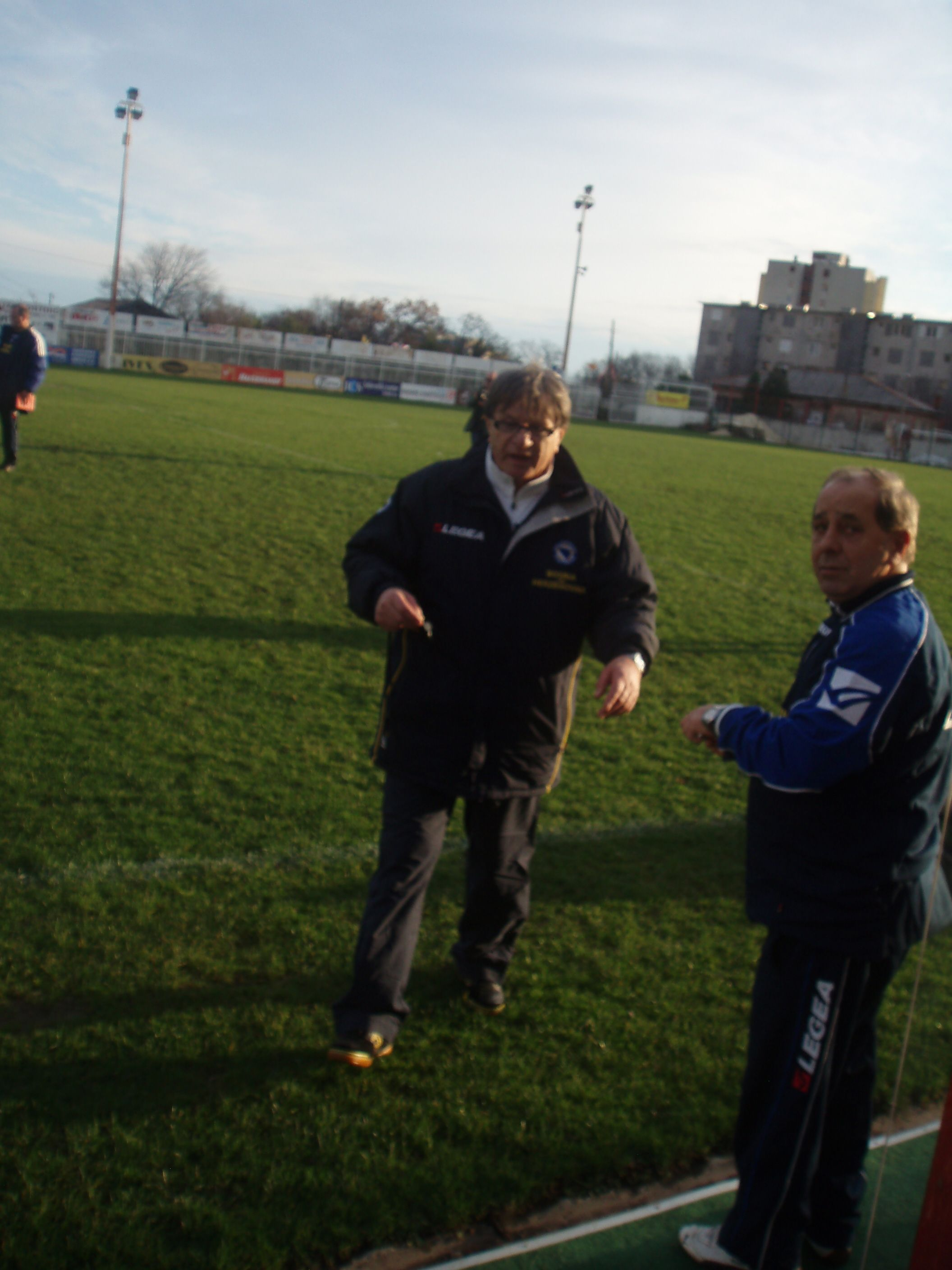
imagem 2
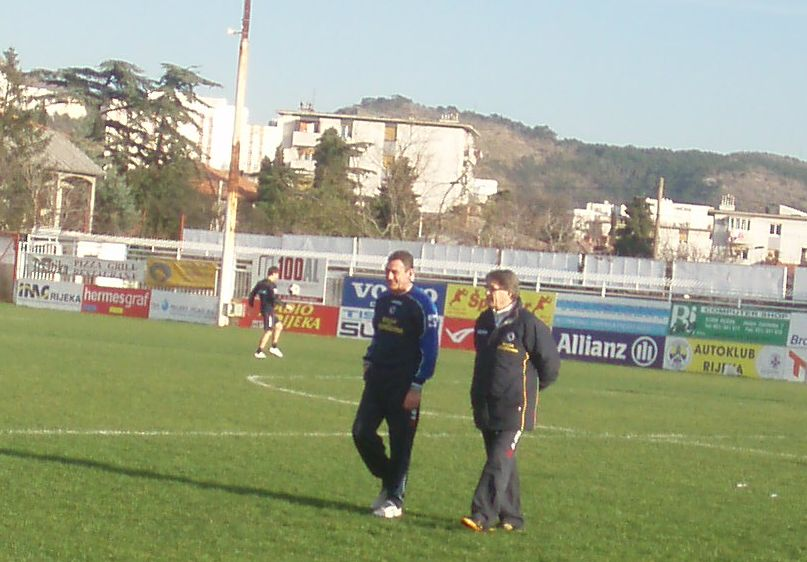
imagem 3

## Morte
Blažević morreu em 8 de fevereiro de 2023 de câncer de próstata em um hospital em Zajčevoj, Zagreb.

## Títulos
Seleção Croata
- Copa do Mundo de 1998: 3.º lugar